# 沃爾納特 (北卡羅萊納州)
沃爾納特（英語：Walnut）是位於美國北卡羅萊納州麥迪遜縣的非建制地區。

## 歷史
沃爾納特的郵局於1902年設立，其後於1965年停運。

## 地理
沃爾納特所處的海拔為高於海平面593米（即1946英呎），而該地所採用的時區為UTC-5，即北美东部时区（EST）。同時該地設有夏令時間，為UTC-5調快一小時，即UTC-4（EDT）。